# Hope (Idaho)
Hope es una ciudad ubicada en el condado de Bonner en el estado estadounidense de Idaho. En el año 2010 tenía una población de 86 habitantes y una densidad poblacional de 78,18 personas por km².

## Geografía
Hope se encuentra ubicado en las coordenadas 48°14′55″N 116°18′33″O / 48.24861, -116.30917. Según la Oficina del Censo, la localidad tiene un área total de 1,1 km² (0,4 mi²), de la cual 1 km² (0,4 mi²) es tierra y 0 km² (0 mi²) (0.0%) es agua.

## Demografía
En el 2000 la renta per cápita promedia del hogar era de $24,500, y el ingreso promedio para una familia era de $26,875. En 2000 los hombres tenían un ingreso per cápita de $50,833 contra $31,250 para las mujeres. El ingreso per cápita para la localidad era de $19,468. Alrededor del 5.1% de la población estaba bajo el umbral de pobreza nacional.

## Cultura popular
La ciudad se menciona en el videojuego de 2009, Prototype como una ciudad que fue utilizada por el gobierno para probar un virus. El virus muto y mató a toda la población, con excepción de dos sobrevivientes que fueron capturados por el ejército para servir como sujetos de prueba.